# Martín Vassallo Argüello
Martín Vassallo Argüello (født 10. februar 1980 i Buenos Aires, Argentina) er en argentinsk tennisspiller, der blev professionel i 1999. Han har, pr. maj 2009, endnu ikke vundet nogen ATP-turneringer, og hans bedste præstation i Grand Slam-sammenhæng er en plads i 4. runde ved French Open i 2006.
Argüello er 185 cm. høj og vejer 80 kilo.